# Alexandre Villaplane
Alexandre Villaplana dit Alexandre Villaplane, né le 24 décembre 1904 à Alger, en Algérie et mort fusillé le 27 décembre 1944 au fort de Montrouge à Arcueil dans le département de la Seine, est un footballeur puis un gestapiste français. Jouant au poste de demi, il est titularisé 25 fois en équipe de France et participe à la Coupe du monde 1930, jouant les trois rencontres en tant que capitaine de l'équipe.
Sous l'Occupation, il mène différents trafics et rejoint le groupe formé par Henri Lafont et Pierre Bonny, qui devient la Gestapo française. En 1944, il est naturalisé allemand et devient officier SS au sein de la Brigade nord-africaine, qui commet des crimes de guerre en Dordogne entre les mois de mars et juin de cette année, puis jusqu'en août après son départ.
Il est condamné à mort à la Libération.

## Biographie

### Famille
Alexandre Villaplana est le fils de François Joseph Villaplana (1869-1933), foudrier, pied-noir d'origine espagnole, né à Alger, et de Nathalie Baldare, née en 1874 à Loupian dans l'Hérault. Il voit le jour à Alger le 24 décembre 1904, dans le quartier de Belcourt où ses parents, mariés à Alger en 1898, sont installés.
En 1925, il épouse Nicolette d'Amato (1905-1975) à Sète avec qui il a une fille, Jacqueline Villaplana (1930-2006). Il a egalement un fils, Alex (1935-1978), issu d'une union  avec Julia Becker (1910-2001).

### Débuts
À l'âge de douze ans, il porte les couleurs du Gallia Sports d'Alger. Avec son club il affronte régulièrement l'équipe de l'AS Saint-Eugène, où figure Henri Pavillard, avec qui il se liera d'amitié.

### Le footballeur

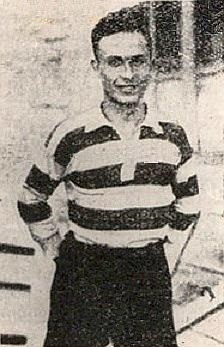
Alexandre Villaplane sous le maillot du Sporting Club nîmois.

Quand il est âgé de quatorze ans, ses parents quittent Alger pour s'installer dans les environs de Sète. Il intègre l'équipe minime du FC Sète puis, à l'âge de dix-sept ans, il fait ses débuts en équipe première en 1922. Il prend part à quelques matchs de Coupe de France mais ne joue pas la finale contre le Red Star. De 1923 à 1924 il porte les couleurs de l'UC Vergèze en 1re série du district du Languedoc, puis il fait son service militaire au 81e Régiment d'infanterie de Montpellier en devançant l'appel. International militaire, il joue comme ailier gauche contre l'armée britannique à Londres puis contre l'armée belge au stade Buffalo. De retour au FC Sète, il atteint avec ce club les demi-finales de la Coupe de France lors de la saison 1924-1925 et s'incline contre le CASG à Lyon.
En 1925, il est repéré par la Fédération française de football lors de la victoire de l'équipe d'Afrique du Nord contre l'équipe de France B à Sète. Il fait ses débuts avec l'équipe de France A le 11 avril 1926 contre la Belgique au stade Pershing. La France s'impose quatre buts à trois. Sept jours plus tard, il prend part au match France-Portugal qui voit la France s'imposer quatre buts à deux. Quinze jours plus tard, il est aligné contre la Suisse pour une victoire un but à zéro. Villaplane participe ainsi à tous les matchs de l'équipe de France en 1926 (Autriche, Yougoslavie, Belgique).
La saison suivante est gâchée par des blessures et en 1927 il rejoint le Sporting Club nîmois. Grâce à ses prestations les rouge et noir remportent le championnat de Promotion de la ligue du Sud-Est en restant invaincus toute la saison. Le club monte ainsi en division d'honneur, la plus haute division du Sud-Est.
L'année 1928 le voit prendre part aux sept matchs de l'équipe de France. Il joue ainsi le tournoi de football des Jeux olympiques, où la France perd au premier tour contre l'Italie (4-3). En 1929 il quitte le Midi pour s'engager avec le Racing Club de France. Il est de l'expédition en Uruguay en 1930, capitaine de l'équipe de France pour la première Coupe du monde de l'histoire. Il participe au premier championnat professionnel (1932-1933) au sein du club d'Antibes. Celui-ci sera déclassé pour avoir corrompu des joueurs du club de Fives afin de s'assurer la victoire de la finale.
Villaplane signe ensuite à l'OGC Nice (1933-1934), puis il essaye de rebondir une dernière fois à Bordeaux, en seconde division, au FC hispano-bastidien. Il ne commencera pas la saison, suspendu par la FFFA et emprisonné pour une affaire de paris hippiques truqués.

### De l'escroc au SS
Amateur assidu de courses de chevaux, Villaplane est condamné en 1934 à six mois de prison pour une affaire de paris hippiques truqués. Il se lie alors avec le grand banditisme.
Au début de la Seconde Guerre mondiale, à Paris, il participe au marché noir et au racket des Juifs. Il est condamné à deux mois de prison pour recel en 1940. Il rejoint ensuite le groupe formé par Henri Lafont et Pierre Bonny, qui deviendra la Gestapo française. Il se spécialise dans le racket des vendeurs d'or.
En 1942, il quitte Paris pour rejoindre Toulouse, en vue de se faire oublier des Allemands qu'il tente d'escroquer. Son ancien coéquipier Louis Cazal lui procure alors de nouvelles pièces d'identité, et Villaplane reprend ses activités à Paris. Il est arrêté en 1943 par les SS pour un vol de pierres précieuses et emprisonné au camp de Compiègne, mais Lafont parvient à le faire libérer. À la suite de cet épisode, il intensifie son engagement dans la collaboration, participant à l'arrestation de la résistante Geneviève de Gaulle, nièce du général Charles de Gaulle au mois de septembre 1943, dans une librairie de Paris. Plus d'une cinquantaine de membres du réseau Défense de la France sont arrêtés avec elle.
Villaplane est nommé en février 1944 responsable d'une des cinq sections de la Brigade nord-africaine lors de sa création. Il obtient alors le grade et l'uniforme de SS-Untersturmführer. Sa section, qui opère en Dordogne de mars à août 1944, est chargée de lutter contre la Résistance et ses soutiens. La Légion est mise à disposition du chef de la Gestapo de Périgueux, Michaël Hambrecht. La Légion se livre à ses nombreux pillages et massacres, notamment à Brantôme les 26-27 mars 1944 avec vingt-sept victimes, les plus connus des fusillés étant Georges Dumas (père de l'homme politique Roland Dumas) et Georges Lassalle, secrétaire régional du Parti communiste, et à Mussidan, où cinquante-deux personnes sont fusillées. Alexandre Villaplane en assassine dix de ses propres mains. Le 11 juin 1944, lendemain du Massacre d’Oradour-sur-Glane par la 2e division SS Das Reich sous les ordres du commandant Adolf Diekmann, Alexandre Villaplane reçoit son passeport allemand. Le Débarquement de Provence des alliés, le 15 août, contraint les troupes allemandes au départ, Périgueux se vide. La Milice française et la brigade Nord-Africaine ont déjà quitté la ville sans doute par peur des représailles.
Alexandre Villaplane est arrêté à Paris le 24 août 1944 au moment de la Libération de Paris, condamné à la peine capitale le 12 décembre pour haute trahison, intelligence avec l’ennemi, meurtres et actes de barbarie. L’attaquant international André Simonyi, hongrois naturalisé qui évolue au Red Star (et dans l’équipe fédérale de Paris-Capitale en 1943-1944), est en effet soupçonné de recel au profit d’Alexandre Villaplane, mais certifie que ses relations avec lui ne furent jamais que sportives. Il est fusillé le 27 décembre 1944 à 10 h 15, avec Pierre Bonny, Henri Lafont et cinq autres condamnés, au fort de Montrouge.

## Palmarès
- Champion de la Ligue du Sud-Est (1925, 1926 et 1927)
- Sélectionné aux Jeux olympiques de 1928
- Finaliste de la Coupe de France 1930
- Sélectionné à la Coupe du monde 1930

## Statistiques
| Saison                | Club                  | Championnat           | Championnat | Championnat | Coupe(s) nationale(s) | Coupe(s) nationale(s) | France | France | Total | Total |
| Saison                | Club                  | Division              | M.          | B.          | M.                    | B.                    | M.     | B.     | M.    | B.    |
| 1922-1923             | FC Cette              | DH                    | -           | -           | -                     | -                     | -      | -      | 0     | 0     |
| 1923-1924             | UC Vergèze            | PH                    | -           | -           | -                     | -                     | -      | -      | 0     | 0     |
| 1924-1925             | FC Cette              | DH                    | -           | -           | -                     | -                     | -      | -      | 0     | 0     |
| 1925-1926             | FC Cette              | DH                    | -           | -           | -                     | -                     | 6      | 0      | 6     | 0     |
| 1926-1927             | FC Cette              | DH                    | -           | -           | -                     | -                     | -      | -      | 0     | 0     |
| 1927-1928             | SC Nîmes              | DH                    | -           | -           | -                     | -                     | 7      | 0      | 7     | 0     |
| 1928-1929             | SC Nîmes              | DH                    | -           | -           | -                     | -                     | 6      | 0      | 6     | 0     |
| 1929-1930             | RC France             | DH                    | -           | -           | -                     | -                     | 6      | 0      | 6     | 0     |
| 1930-1931             | RC France             | DH                    | -           | -           | -                     | -                     | -      | -      | 0     | 0     |
| 1931-1931             | SC Nîmes              | DH                    | -           | -           | -                     | -                     | -      | -      | 0     | 0     |
| 1931-1932             | Olympique d'Antibes   | DH                    | -           | -           | -                     | -                     | -      | -      | 0     | 0     |
| 1932-1933             | Olympique d'Antibes   | 1                     | 13          | 1           | 2                     | 0                     | -      | -      | 15    | 1     |
| 1933-1934             | OGC Nice              | 1                     | 20          | 8           | 2                     | 1                     | -      | -      | 22    | 9     |
| 1934-1935             | HB Bordeaux           | 2                     | 0           | 0           | -                     | -                     | -      | -      | 0     | 0     |
| Total sur la carrière | Total sur la carrière | Total sur la carrière | 33          | 9           | 4                     | 1                     | 25     | 0      | 62    | 10    |

#### Biographie
- Luc Briand, Le Brassard. Alexandre Villaplane, capitaine des Bleus et officier nazi, Plein Jour, 2022, 271 p.

#### Bande dessinée
- Arnaud Ramsay & Étienne Obdurie, Le Maillot de la discorde, 2024.

#### Sur la Gestapo française
- Philippe Aziz, Tu trahiras sans vergogne : histoire de deux collabos, Bonny et Lafont, Paris, Le Livre de poche, coll. « Le Livre de poche » (no 3457), 1973, 379 p. (OCLC 1206738)
- Patrice Rolli, La Phalange nord-africaine (ou Brigade nord-africaine, ou Légion nord-africaine) en Dordogne : Histoire d'une alliance entre la Pègre et la Gestapo (15 mars-19 août 1944), Éditions l'Histoire en Partage, 2013, 189 p. (sur Alexandre Villaplane et Raymond Monange essentiellement).